# Гирслебен
Гирслебен (нем. Giersleben) — община в Германии, районный центр, расположен в земле Саксония-Анхальт. 
Входит в состав района Зальцланд. Подчиняется управлению Штадт Хеклинген.  Население составляет 1039 человек (на 31 декабря 2010 года). Занимает площадь 20,14 км².